# 小池里美
小池 里美（こいけ さとみ、1950年10月19日  - ）は、日本の元スピードスケート選手である。長野県富士見町出身。長野県諏訪二葉高等学校を経て、三協精機所属。
1970年の全日本スピードスケート選手権大会で総合優勝。
1972年の札幌オリンピック代表となり1500m11位、3000m12位だった。